# Virgen de la Capilla
La  Virgen de la Capilla es la Patrona junto a Santa Catalina de Alejandría de la ciudad de Jaén. Todos los años procesiona el día 11 de junio. La imagen es Bien de Interés Cultural desde 1988. Esta imagen fue coronada el sábado 3 de junio de 2023

## Historia

### Descenso
Según la leyenda, la Virgen María descendió a la ciudad en la noche del 10 al 11 de junio de 1430 acompañada de un cortejo celestial que partió desde la Catedral hasta la iglesia del arrabal de San Ildefonso. Las crónicas recogen un buen número de declaraciones de testigos de este hecho.

En la muy famosa, muy noble, y muy leal Ciudad de Jaén, guarda y defendimiento de los Reynos de España. Sábado en la noche a diez días del mes de junio de 1430 años, siendo Obispo de esta Ciudad y Capitán de Este Reino Don Gonzalo de Astuñiga (que hoy decimos Zúñiga) ante su provisor y vicario general Juan Rodríguez, Bachiller en derechos, se probó haber pasado, real y verdaderamente lo que se refería: Que a la hora de medianoche el sábado dicho iba una gran procesión de gente muy lucida y con muchas luces, y en ella siete personas que parecían hombres, que llevaban siete cruces; iban uno detrás de otro, y que las cruces parecían a las de las parroquias de ésta Ciudad, y los hombres que las llevaban iban vestidos de blanco o con albas largas hasta los pies. Iban más otras treinta personas también con vestidos Blancos, en dos hilos, acompañando las Cruces. En lo último desta procesión iba una Señora más alta que las otras personas, vestida de ropas blancas con una falda de más de dos varas y media; y iba distinta de los demás la última, y no iba cerca della otra persona, de cuyo rostro salía gran resplandor, que alumbraba más que el Sol, porque con él se veían todas las cosas alrededor, y contorno, y las tejas de los tejados como si fuera amedio día el Sol muy claro, y era tanto lo que resplandecía, que le quitaba la vista de los ojos, como el sol cuando le miran en hito. Esta Señora llevaba en sus brazos un niño pequeño también vestido de blanco, y el niño iba sobre el brazo derecho. Detrás desta Señora venían hasta trescientas personas, hombres y mujeres, éstas cerca de la falda de la Señora, y ellos algo mas atrás. Estos hombres y mujeres no hacían procesión sino de montón; iban las mujeres delante y los hombres atrás, y todos vestidos de blanco, y sonaban como que iban armados. La cual procesión iba hacia la capilla de San Ildefonso, y habían salido de la Santa Iglesia mayor. Esto afirmaron con juramento Pedro, hijo de Juan Sánchez; Juan, hijo de Vzenda Gómez; Juana Hernández, mujer de Aparicio Martínez; y otros testigos, cuyos dichos y deposiciones están en el archivo desta Iglesia, y capilla.

Bartolomé Ximenez Patón, Secretario del Santo Oficio, 
 en el capitulo decimotercero de su obra «Historia de la Antigua y Continuada Nobleza de la Ciudad de Jaén», publicada en 1628.

Desde ese momento se construyó una capilla anexa a la iglesia, donde terminó ese cortejo celestial su procesión por la ciudad, forjándose la devoción de la ciudad a la Virgen de la Capilla.

### Patrona y alcaldesa
En 1950, el Papa Pio XII, atendiendo las peticiones del pueblo de Jaén, proclamó a la Virgen de la Capilla, Patrona de Jaén junto a Santa Catalina. Por su parte, el Ayuntamiento de Jaén, le concedió los honores de Alcaldesa Mayor de la ciudad el 29 de septiembre de 1967, imponiéndole a la imagen el bastón de mando personal del alcalde Ramón Calatayud Sierra y el fajín como atributos de mando.

## Iconografía
La talla es una obra anónima de estilo gótico de principios del siglo XVI. Tiene una altura de tres palmos. El niño se apoya sobre el brazo izquierdo, formando parte de la talla total de la imagen. Las coronas de la Virgen y el Niño, de fechas recientes, que sustituyen a las robadas en la guerra civil española, con siete kilos de peso: tres y medio de oro y el resto de plata. En ella están grabadas los escudos de Jaén, de la Cofradía, del obispo del Descendimiento Gonzalo de Zúñiga, del obispo de la Coronación Manuel Basulto, y del de la Recoronación Rafael García.
La Virgen fue coronada en 1930 por Pedro Cardenal Segura y Sáez y posteriormente recoronada en 1956.
Las imágenes se apolan sobre un trono de plata donado María Teresa Leonarda de Moya y Godoy en 1742.
Su ajuar se compone de 22 espectaculares mantos, entre los que destacan:
- Manto de color blanco de damasco brocado bordado en tisú de oro. Donado por la Reina Isabel II, en 1864.

- Manto de color rosa de seda bordado y encaje en plata. Donado por Dª Teresa Fernández de Villalta y Coca, presidenta de la comisión de señoras que trabajó por la coronación de la Virgen. Se estrenó el 11 de junio de 1930, en el solemne acto de la Coronación.

- Manto color rojo de terciopelo bordado en oro. Donado en 1908 por los Condes de Corbul. Fue durante muchos años el manto utilizado para las ocasiones solemnes por su espléndido bordado.

### Restauraciones
La imagen ha sido restaurada en diversas ocasiones: 1984, 2009.
En julio de 2009 la imagen fue llevada al Instituto Andaluz del Patrimonio Histórico, en Sevilla, donde la talla fue estudiada para determinar su restauración, igualmente se llevó a cabo la restauración del trono de plata en el que procesiona la imagen. La imagen volvió a Jaén el 10 de mayo de 2010, concretamente a la Sacristía de la Catedral, desde donde estaba prevista su salida en procesión para volver a su Santuario, aunque por causa de las inclemencias meteorológicas la procesión se tuvo que realizar en el interior de la Catedral.

## Basílica
En la Iglesia de San Ildefonso, detrás del presbiterio hay una capilla lateral, a la cual se accede por una impresionante reja, donde se venera la imagen de la Virgen de la Capilla.
El testero es un retablo barroco en el que un altorrelieve refleja la procesión del Descenso de la Virgen a Jaén en 1430. Sobre este, el camarín de la Virgen donde está la talla vestida, aunque es bidimensional, ya que esta talla debió de formar parte de algún retablo antiguo. En el lateral izquierdo de la capilla hay una hornacina cerrada con puertas de acero, en cuyo interior, en cofre de plata, se encuentra el documento notarial que narra el Descenso de la Virgen a Jaén. Está decorado con cinco medallones: el escudo de Jaén, la Anunciación, el Descenso, la Presentación y el escudo de la Cofradía. La devoción popular a la Virgen de la Capilla ha ido acumulando ofrendas, en algunos casos muy valiosas, pero no se conservan todas debido a las guerras. De todas formas hay que destacar la colección de veintiún mantos para vestir la talla, que se pueden ver en el museo de la Virgen, las coronas de la Virgen y el Niño, modernas, que sustituyen a las robadas en la Guerra Civil, con siete quilos de peso: tres y medio de oro y el resto de plata. En ella están grabadas los escudos de Jaén, de la Cofradía, de los obispos del Descendimiento Gonzalo de Estúñiga, el de la Coronación Manuel Basulto Jiménez, y el de la Recoronación Rafael García y García de Castro. Cabe destacar el frontal de plata del altar, el trono también de plata, como también de plata son la lámpara donada por el Ayuntamiento, la Cruz del altar, los candeleros, sacras, rostrillo y media luna.

## Cofradía
Es la Ilustre, Pontificia y Real Cofradía de Nuestra Señora de la Capilla. Patrona y Alcaldesa Mayor la Ciudad de Jaén.
Desde el siglo XVI existen noticias de la existencia de una cofradía encargada de atender el culto y devoción hacia la imagen. En 1926 se reorganizan las cofradías existentes fundándose la Cofradía de Nuestra Señora de la Capilla, Patrona de Jaén. S.M. don Alfonso XIII de España le otorgó el título de «Real». En 1950 el Papa Pio XII proclamó a la Virgen de la Capilla, Patrona Principal de Jaén, concediéndole a la cofradía el título de «Pontificia».

## Días previos
Durante el mes de mayo, mes de María, todos los días la ciudad realiza las Flores ante la Virgen de la Capilla. Los días previos se celebra la novena en honor de la Virgen, del 1 al 9 de junio.
El día 10 de junio se celebra una Eucaristía por el alma de los cofrades difuntos, tras la cual se realiza el popular y tradicional Rosario de San Bernabé.

## 11 de junio
Ese día se realiza la Magna Procesión de Nuestra Señora de la Capilla por las calles de Jaén.
Por la mañana se celebra la Solemne Fiesta Votiva de los Cabildos Catedralicio y Municipal, presidida por el Señor Obispo de la diócesis.
Posteriormente, a mediodía los jiennenses vestidos de chirris y de pastiras realizan la ofrenda floral a su Virgen, quedando la fachada del templo impresionantemente adornada con estas flores.
Ya por la tarde, es cuando la imagen de María se reencuentra con el pueblo de Jaén en la plaza de San Ildefonso, acompañada de su cortejo procesional, que como aquella noche de 1430 la acompaña por las calles de la ciudad.

## Enlaces
- Guía religiosa por Jaén

- Datos: Q5637190
- Multimedia: Virgen de la Capilla de Jaén / Q5637190